# 曲紋涓夜蛾
曲紋涓夜蛾（学名：Rivula curvifera）为夜蛾科涓夜蛾屬下的一个种。